# Тринідад і Тобаго на літніх Олімпійських іграх 1984
Тринідад і Тобаго брали участь у Літніх Олімпійських іграх 1984 року у Лос-Анджелесі (США) удесяте за свою історію, але не завоювали жодної медалі. Збірну країни представляло 16 спортсменів, у тому числі 5 жінок.